# 001省道 (江苏省)
001省道，又名南京一环公路，简称一环线，是江苏省的一条环线省道。全长88公里，包括与其它公路重复部分65公里，实际长度23公里。其中，马群互通至油坊桥互通段与沪蓉高速公路重复，五里桥互通至浦泗立交段与江北大道快速路重复，八卦州互通至马群互通段与宁洛高速公路重复。定位是“服务南京主城区，疏导过境车辆”，于2020年12月24日全线通车。

## 历史
- 1992年6月18日，绕城公路东杨坊至刘村段开工建设，全长32.47公里[4]
- 1994年9月22日，绕城公路东杨坊至刘村段通车[4]
- 2001年3月26日，南京长江二桥建成通车
- 2012年，宁合公路、宁六公路开始进行快速化改造并建成江北大道快速路
- 2015年，南京长江五桥和上坝夹江大桥（浦仪公路西段）开工建设，宁马高速油坊桥互通和312国道龙华到张店枢纽开始改扩建
- 2020年12月24日，南京长江五桥和上坝夹江大桥建成通车，油坊桥互通和龙华-张店枢纽改扩建完成，至此全线贯通建成通车>[2]

## 路线
八卦洲互通—南京长江二桥（南汊桥）—南京绕城公路（东杨坊互通-油坊桥互通）—江山大街隧道—南京长江五桥—合宁高速（五里桥互通-龙华立交）—江北大道快速路（龙华立交-浦泗立交）—浦仪公路西段（浦泗立交-上坝大桥-八卦洲互通）。